# Villacarralón
Villacarralón – gmina w Hiszpanii, w prowincji Valladolid, w Kastylii i León, o powierzchni 17,43 km². W 2011 roku gmina liczyła 82 mieszkańców.